# Nišava
De Nišava (Servisch/Bulgaars: Нишава, spreek uit als Nisjawa) is een rivier op de Balkan, de grootste zijrivier van de Zuidelijke Morava (Južna Morava). De Nišava stroomt op het grondgebied van Bulgarije en Servië en heeft een lengte van 218 km.
De rivier ontspringt in West-Bulgarije aan de voet van de berg Kom in het Balkangebergte (Stara Planina). Na 67 km stroomt ze bij Gradinje Servië binnen. Ze stroomt daar langs de steden Pirot en Niš. Zo'n 10 km ten westen van de laatste stad mondt de rivier uit in de Zuidelijke Morava.
De Nišava stroomt door een aantal kloven, waarvan de 17 km lange Sićevokloof (Sićevačka klisura) de voornaamste is. Hier bevinden zich twee waterkrachtcentrales.
De Nišava maakt deel uit van een belangrijke historische route, die van Belgrado via de dalen van de Morava, de Nišava en de Maritsa naar Istanboel loopt. Thans loopt de weg- en spoorwegverbinding tussen Belgrado en de Bulgaarse hoofdstad Sofia (deel van de E80) door het dal van de Nišava.
- Gemeinsame Normdatei: 7596041-2
- Nationale Bibliotheek van Israël: 987007539710505171